# Ángel Puigmiquel
Ángel Puigmiquel   (Barcelona, 5 de maig de 1922 - Barcelona, 20 de març de 2009) va ser un autor de dibuixos animats, historieta i periodista català, radicat també a Veneçuela. Pertany a la generació de Jesús Blasco, Emilio Freixas, Gabi, K-Hito o Arturo Moreno. El fons personal de l'artista es conserva a la Biblioteca de Catalunya des de l'any 2014.

## Infància i joventut
Puigmiquel va néixer a Barcelona, en una família de classe mitjana. Va estudiar primer a L'Escola del Bosc, i després, durant la Segona República, a l'Institut Escola, d'orientació progressista, fundat per la Generalitat de Catalunya.
Dibuixant precoç, durant la guerra civil va publicar caricatures en el diari La voz del combatiente.

## Primers treballs com a historietista (1941-51)
Gairebé tota la carrera de Puigmiquel en el món de la historieta es va desenvolupar en les revistes editades per Consuelo Gil, especialment a Chicos. El teòric Salvador Vázquez de Parga distingeix quatre fases en l'obra historietística d'Àngel Puigmiquel:
1. Rudimentària (1941-43):
Acabada la contesa, va començar a col·laborar a instàncies d'Emilio Freixas en les revista Mis Chicas editada també per Consuelo Gil, amb historietes humorístiques, com Don Juan Obeso quiere adelgazar o Don Camilo cazador. En el suplement infantil d'aquestes revistes, anomenat Chiquitito, van aparèixer les aventures Don Justo.
El 1942 va crear, per al número 18 de Chicos, la que és amb seguretat la sèrie més important, Pepe Carter y Coco, que explica els casos d'uns nens detectius de diferent raça en mons exòtics i fantàstics, el primer lliurament dels quals es va titular El collar de hipopótamos i, per Mis Chicas, Aventuras de Barquillito i Historieta de Monina, la hormiguita chiquitina.
2. De desenvolupament (1943-45):
Ángel Puigmiquel va seguir dibuixant per a Chicos nous lliuraments de Pepe Carter, com La sombra de Gulliver, i creà les sèries còmiques Bambolia y Púa (1943), ambientades en una jungla que recorda a la de Tarzán, i En el país de los chiflados (1944). També realitza la historieta Tony Martín en Puños contra plomo, l'estil gràfic de la qual està a cavall entre el dibuix caricaturesc i el realista.
Aquest últim any havia creat amb Carlos i Emilio Freixas l'Editorial Mosquito, però com explica el teòric Antonio Martín aquesta va durar molt poc, a causa de les maniobres conjuntes que Consuelo Gil i el seu distribuïdor van fer per enfonsar l'editorial i evitar que els tres dibuixants poguessin independitzar-se. Va arribar a escriure, no obstant això, el guió de la primera història del Capitan Misterio per al seu company Emilio Freixas.
3. Culminació (1945-48):
Va col·laborar també amb la revista El gran Chicos, apareguda el 1945, amb els personatges Don Fiscornio i Flanagan, el pulpo (1946). Finalitza la sèrie de Pepe Carter amb S.O.S. en el museo diabólico i Los Crímenes del Gramófono, que, en paraules de Vázquez de Parga, representen "el pas més important en la carrera historietística de l'autor", mostrant, a més, "una estructura i una forma narrativa molt superior a la de tot el còmic espanyol de l'època.". Combina la narrativa policíaca i el somni oníric El ladrón de pesadillas (1948), que desgraciadament deixaria inacabada.
4. Superació gràfica (1949-51):
Després de casar-se el 1948 amb Cristina Durbá, dibuixa una còmica visió del món dels contes de fades en Petalito (1949) per a la revista Cubilete, i El aguerrido Felipe per a Mis Chicas. Les seves sèries còmiques Búfalo i El torero Manzanilla van aparèixer a la revista Búfalo, el 1950, però un any després tanquen les revistes de Consuelo Gil.

## Residència a Veneçuela (1952-1962)
El 1952, l'autor emigra a Veneçuela, fascinat pel somni americà. Com ell mateix explica, els diaris del país ja disposaven de totes les historietes que volguessin gràcies als Syndicates nord-americans, així que es dedica al periodisme, sobretot esportiu, en diaris com El Nacional, i la fotografia.
S'inicia després al cinema d'animació, realitzant nombrosos curts amb Alfons Figueras

## Retorn a Espanya (1963-2009)
Va tornar a Barcelona el 1963 i crea Estudis Cormorán, dedicat a la producció de curts publicitaris. El 1992 va realitzar una historieta per a l'editorial Toutain titulada El terror gris que, a causa del tancament de l'empresa, roman inèdita.

## Edicions
En el 2006, Glénat va editar un recopilatori titulat El ladrón de Pesadillas, dins de la seva col·lecció Patrimoni de la Historieta. En el volum s'inclouen tres de les més conegudes obres de Puigmiquel: S.O.S en el museo diabólico, El crimen del gramófono i El ladrón de pesadillas. Conté també dos estudis d'Antonio Martín i Salvador Vázquez de Parga, que són imprescindibles per conèixer la vida i l'obra de l'autor.